# Gouffre de Génieux
Le gouffre de Génieux est une cavité située dans la forêt de Génieux, près du col de la Charmette sur la commune de Saint-Pierre-de-Chartreuse dans le massif de la Chartreuse, en Isère. Ce réseau karstique est la quatrième cavité la plus profonde du massif de la Chartreuse.

## Explorations

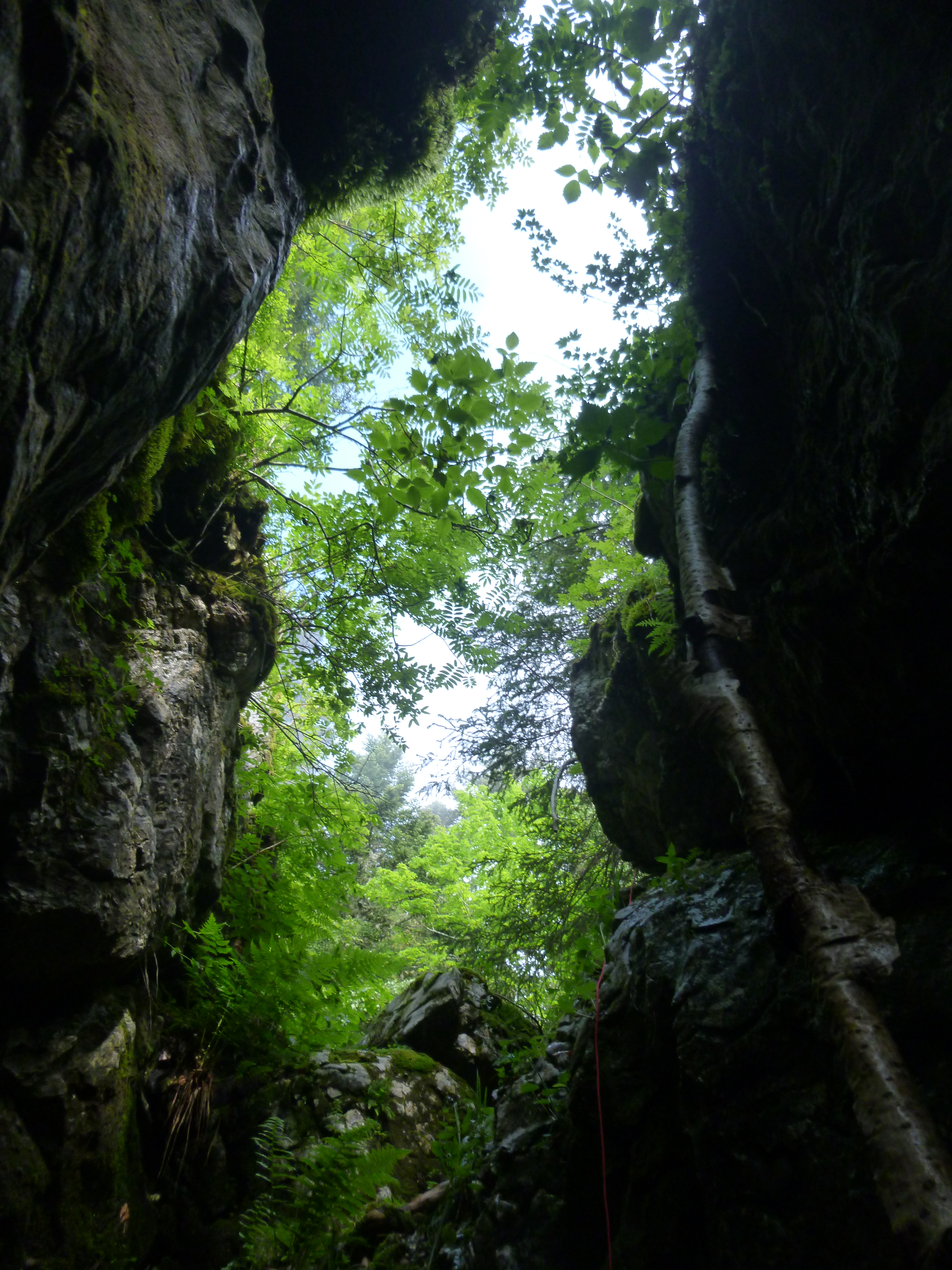
Vue de l'intérieur du gouffre de Génieux.

Le gouffre  est découvert en mai 1972 par Jean-Claude Dobrilla. Le stage troisième degré de l'école française de spéléologie (EFS) et le club spéléo de la Tronche (FLT) atteignent la cote - 430 m  en juin. Début octobre les trois explorateurs (Serge Aviotte, Georges Marbach et Jean-Claude Dobrilla) parviennent au siphon à la profondeur de - 675 m,. C'était, dans les années soixante-dix, la deuxième fois, après le gouffre Lonné-Peyret qu'un aussi court laps de temps s'écoulait entre la découverte et l'exploration d'un gouffre profond. En août 1989, le réseau du Presse Purée est désobstrué à -143m par les spéléologues grenoblois du C.A.F (SGCAF) jusqu'à -248 m. Le même club récidive en avril 1990 avec le réseau des Trois Normaux dont le départ se situe à -480 m. Ces explorations font passer le développement à 1 850 mètres. En 2006, 2007, 2008 et 2009 des spéléologues reprennent l'étude de la cavité en refaisant une partie de la topographie jusqu'à -439 m qui passe à - 392 m.

## Description
L'entrée se fait par une faille donnant sur des ressauts avec éboulis. Une belle série de puits, dont le puits du lac de 55 mètres de profondeur, amène au grand méandre  et on atteint un puits de 70 mètres après une étroiture. Quelques ressauts précédent un puits de 45 m suivi d'un ressaut de 6 m. Un méandre étroit entrecoupé d'autres puits (14, 30, 18, 14 et 18m) aboutit dans un réseau fossile provenant d'un puits remontant. La suite est étroite et boueuse et les noms donnés par les explorateurs (la savonnette, le méandre des trois Masos) donnent une idée du parcours pénible. Au fond, une galerie plus importante est bloquée par un siphon amont et aval (cote -675 m donnée par les premiers explorateurs).

## Géologie et Hydrologie

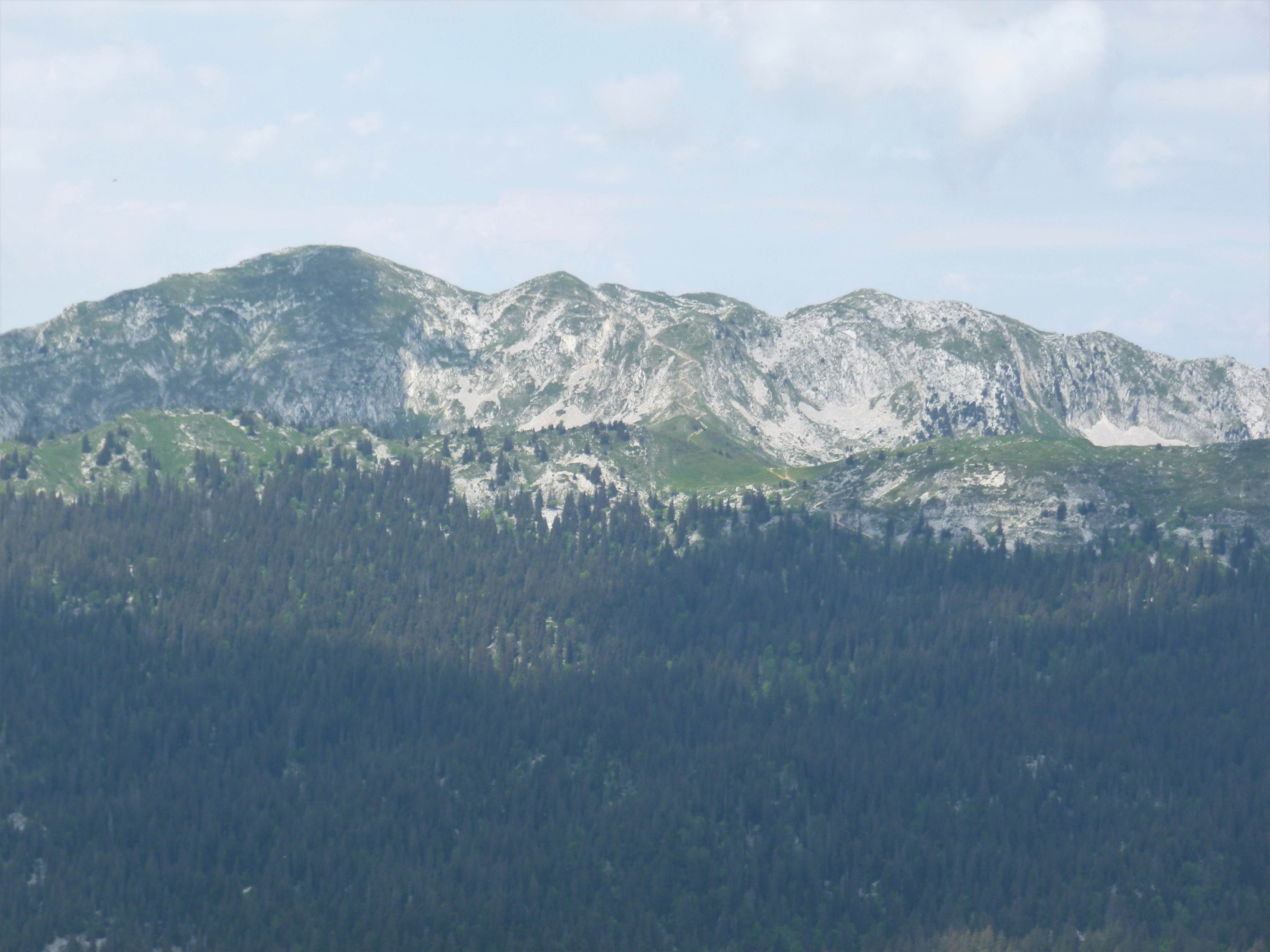
Le gouffre de Génieux est situé au milieu de la forêt. La Grande Sure domine les arbres et les prairies.

La cavité se développe dans les calcaires urgoniens. Le pendage, incliné vers l'est est de plus de 45°. Les puits et méandres sont creusés au tardiglaciaire. En dessous de -439 mètres, le pendage s'accentue et un réseau de diaclases et de fractures sont orientées au nord-est. Des colorations d'autres gouffres de la forêt de Génieux (gouffre de la Saint Jean et gouffre Philippe Panné) sont réapparues à la grotte de la Passerelle à 650 mètres d'altitude. La sortie des eaux est donc vraisemblablement la grotte de la Passerelle, au bord du Guiers Mort. Le collecteur n'est pas atteint au fond du gouffre.